# タリク・ベケレ
タリク・ベケレ（Tariku Bekele、1987年1月21日 - ）はエチオピアの陸上競技選手。専門は長距離走。
タリク・ベケレは6人兄弟の3番目の子であり、ケネニサ・ベケレは兄にあたる。兄弟ともに1992年バルセロナオリンピック女子10000m金メダリストデラルツ・ツルと同じエチオピア中部にあるアルシ州ベコジ村の出身であり、12歳の頃陸上を始めた。現在はアディスアベバに生活の拠点を置いている。2008年の北京オリンピックには、優勝した兄ケネニサとともに男子5000mエチオピア代表として出場した。
2004年にはスペインで開催されたオエイラス国際クロスカントリー大会に出場、タリクはまだ17歳のジュニア選手であったがケニアのポール・テルガトらを下して優勝した。この年にはIAAFワールドアスレチックファイナルに初めて出場している。2005年世界陸上競技選手権ヘルシンキ大会ではエチオピア代表として5000mし7位となった。2006年北京で開催された世界ジュニア陸上競技選手権大会5000mで優勝、IAAFワールドアスレチックファイナル3000mでも勝利した。2007年には世界陸上競技選手権大阪大会5000mに出場し5位となったほか、2008年世界室内陸上競技選手権大会3000mを制するなど活躍を重ねた。
2010年8月IAAFグランプリリエーティ大会3000mにおいて2010年男子3000m競走世界ランキング1位となる7分28秒70を記録した。

## 主な戦績
| 年度 | 大会名                             | 開催地             | 種目   | 順位 | 記録       | 備考 |
| ---- | ---------------------------------- | ------------------ | ------ | ---- | ---------- | ---- |
| 2003 | 世界ユース陸上競技選手権大会       | シェルブルック     | 3000m  | 2位  | 7分54秒71  |      |
| 2004 | 世界ジュニア陸上競技選手権大会     | グロッセート       | 5000m  | 3位  | 13分30秒86 |      |
| 2004 | IAAFワールドアスレチックファイナル | モンテカルロ       | 5000m  | 10位 | 13分18秒98 |      |
| 2005 | 世界陸上競技選手権大会             | ヘルシンキ         | 5000m  | 7位  | 13分34秒76 |      |
| 2005 | IAAFワールドアスレチックファイナル | モンテカルロ       | 3000m  | 5位  | 7分40秒30  |      |
| 2006 | 世界室内陸上競技選手権大会         | モスクワ           | 3000m  | 6位  | 7分47秒67  |      |
| 2006 | 世界ジュニア陸上競技選手権大会     | 北京               | 5000m  | 優勝 | 13分31秒34 |      |
| 2006 | IAAFワールドアスレチックファイナル | シュトゥットガルト | 3000m  | 優勝 | 7分38秒98  |      |
| 2006 | IAAFワールドアスレチックファイナル | シュトゥットガルト | 5000m  | 4位  | 13分50秒03 |      |
| 2007 | 世界陸上競技選手権大会             | 大阪               | 5000m  | 5位  | 13分47秒33 |      |
| 2008 | 世界室内陸上競技選手権大会         | バレンシア         | 3000m  | 優勝 | 7分48秒23  |      |
| 2008 | オリンピック                       | 北京               | 5000m  | 6位  | 13分19秒06 |      |
| 2008 | IAAFワールドアスレチックファイナル | シュトゥットガルト | 5000m  | 6位  | 13分24秒75 |      |
| 2010 | 世界室内陸上競技選手権大会         | ドーハ             | 3000m  | 4位  | 7分40秒10  |      |
| 2010 | IAAFコンチネンタルカップ           | スプリト           | 3000m  | 4位  | 7分55秒79  |      |
| 2012 | オリンピック                       | ロンドン           | 10000m | 3位  | 27分31秒43 |      |

### 記録
- 屋外
- 1500m - 3分37秒26（2008年）
- 3000m - 7分28秒70（2010年）
- 5000m - 12分52秒45（2008年）
- 10000m - 27分03秒24（2012年）
- マラソン - 2時間9分33秒（2017）

- 室内
- 3000m - 7分31秒09（2008年）
- 2マイル - 8分08秒27（2012年）